# Carl Kockelkorn

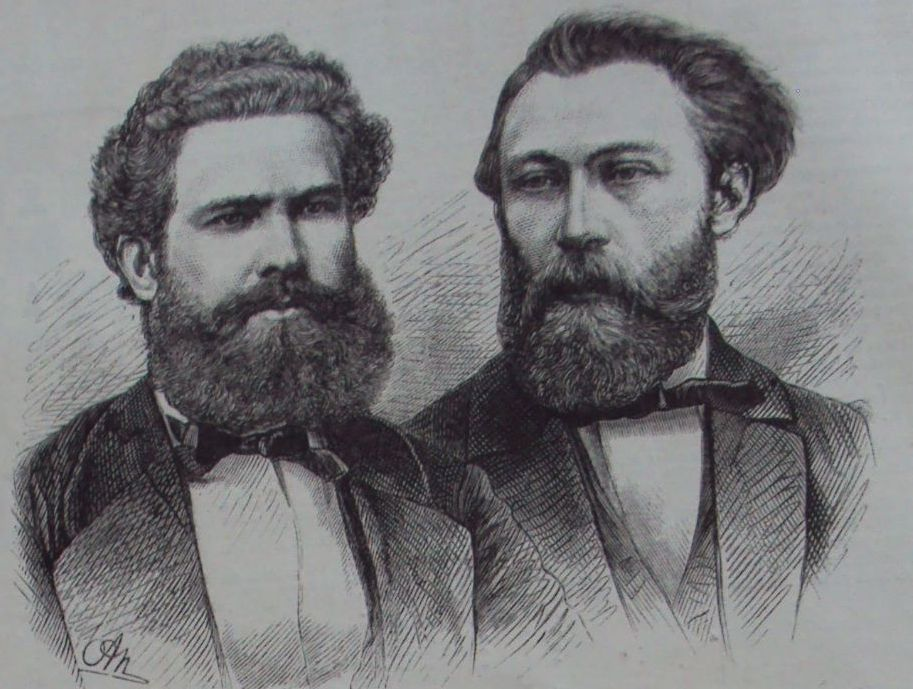
Carl Kockelkorn (rechts) zusammen mit Johannes Kohtz, vor 1875

Carl Kockelkorn (* 26. November 1843 in Köln; † 16. Juli 1914 ebenda) war ein deutscher Schachkomponist. Zusammen mit Johannes Kohtz begründete er die Neudeutsche Schule der Schachkomposition.

## Leben und Wirken
Er veröffentlichte seine Kompositionen gemeinsam mit Johannes Kohtz. Siehe dazu unter Kohtz und Kockelkorn.
In sehr frühen Jahren nannte sich Kockelkorn nach seinem Stiefvater „Kannengießer“. Kockelkorn arbeitete in Köln als Privatlehrer.